# Jacques Cambessèdes
Jacques Cambessèdes, född den 6 augusti 1799 i Montpellier, död den 20 december 1863, var en fransk botaniker.
Auktorsnamnet Cambess. kan användas för Jacques Cambessèdes i samband med ett vetenskapligt namn inom botaniken; se Wikipediaartiklar som länkar till auktorsnamnet.